# Nuklearer Sicherheitsgipfel

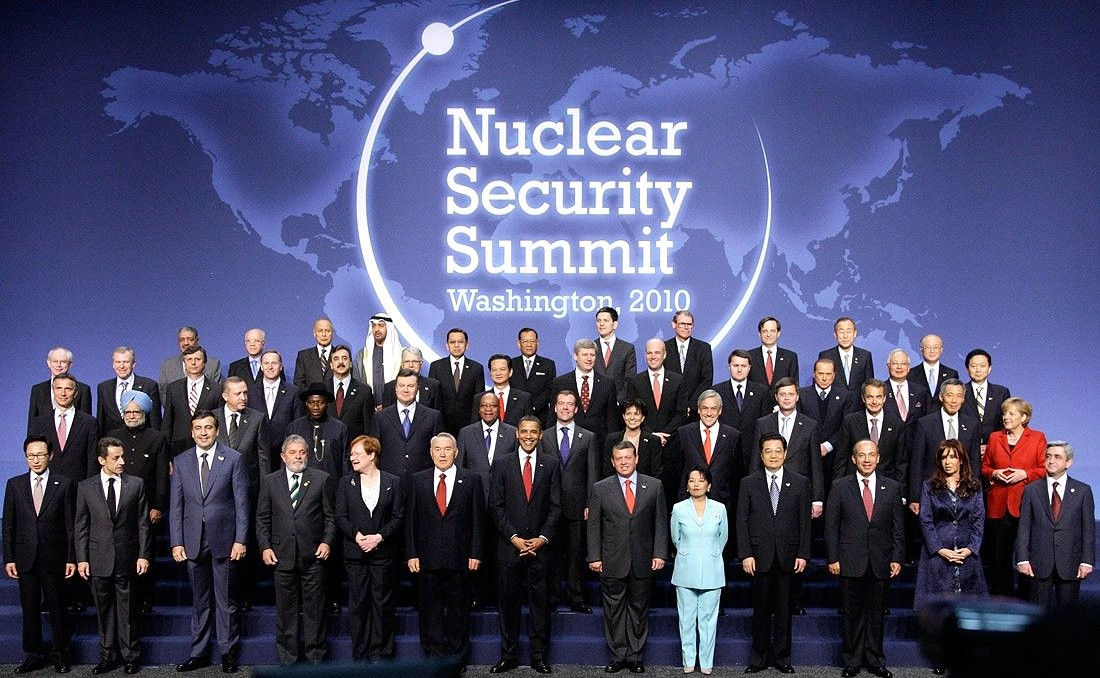
Der erste Nukleare Sicherheitsgipfel im Jahre 2010 in den Vereinigten Staaten

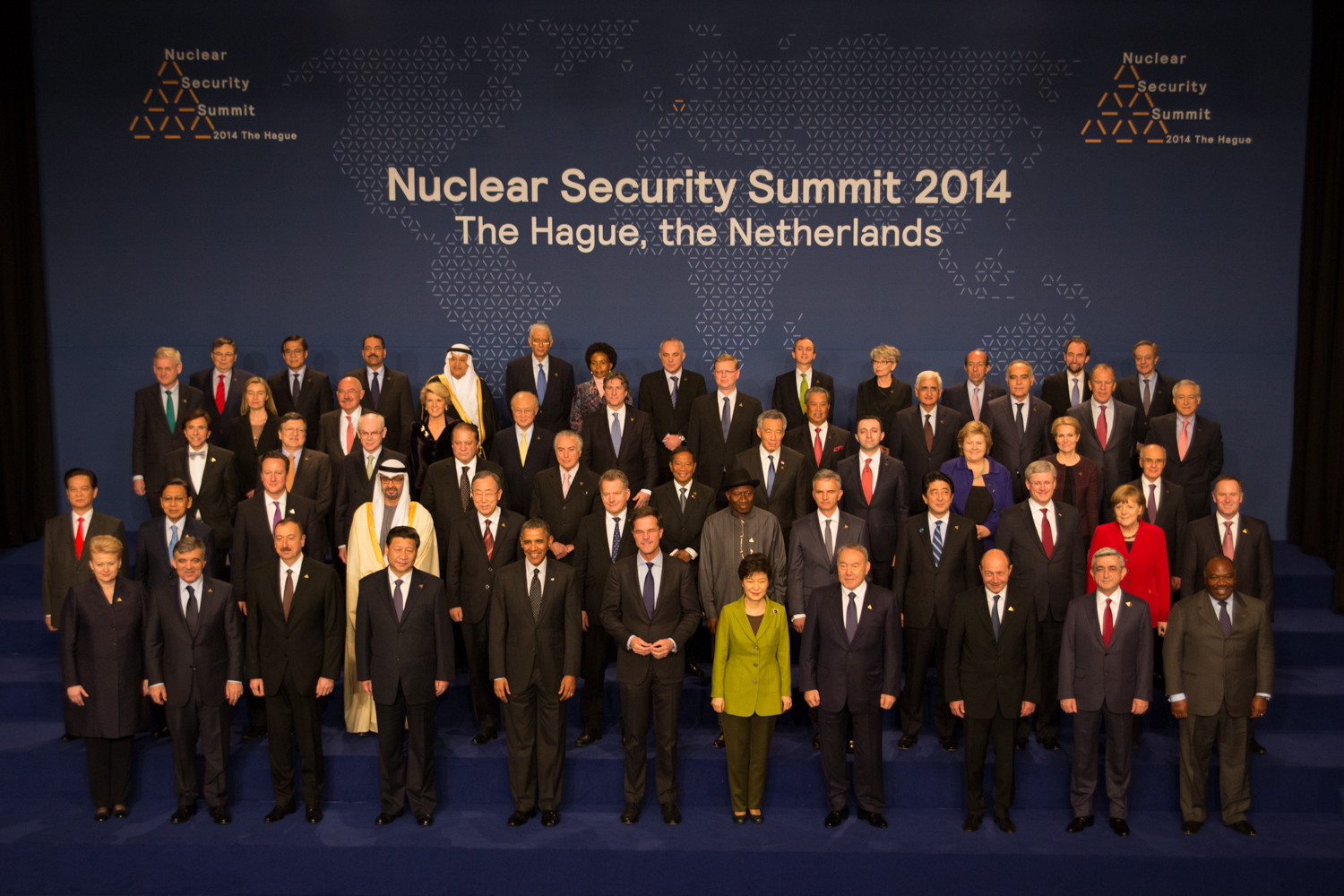
Der dritte Nukleare Sicherheitsgipfel im Jahre 2014 in den Niederlanden

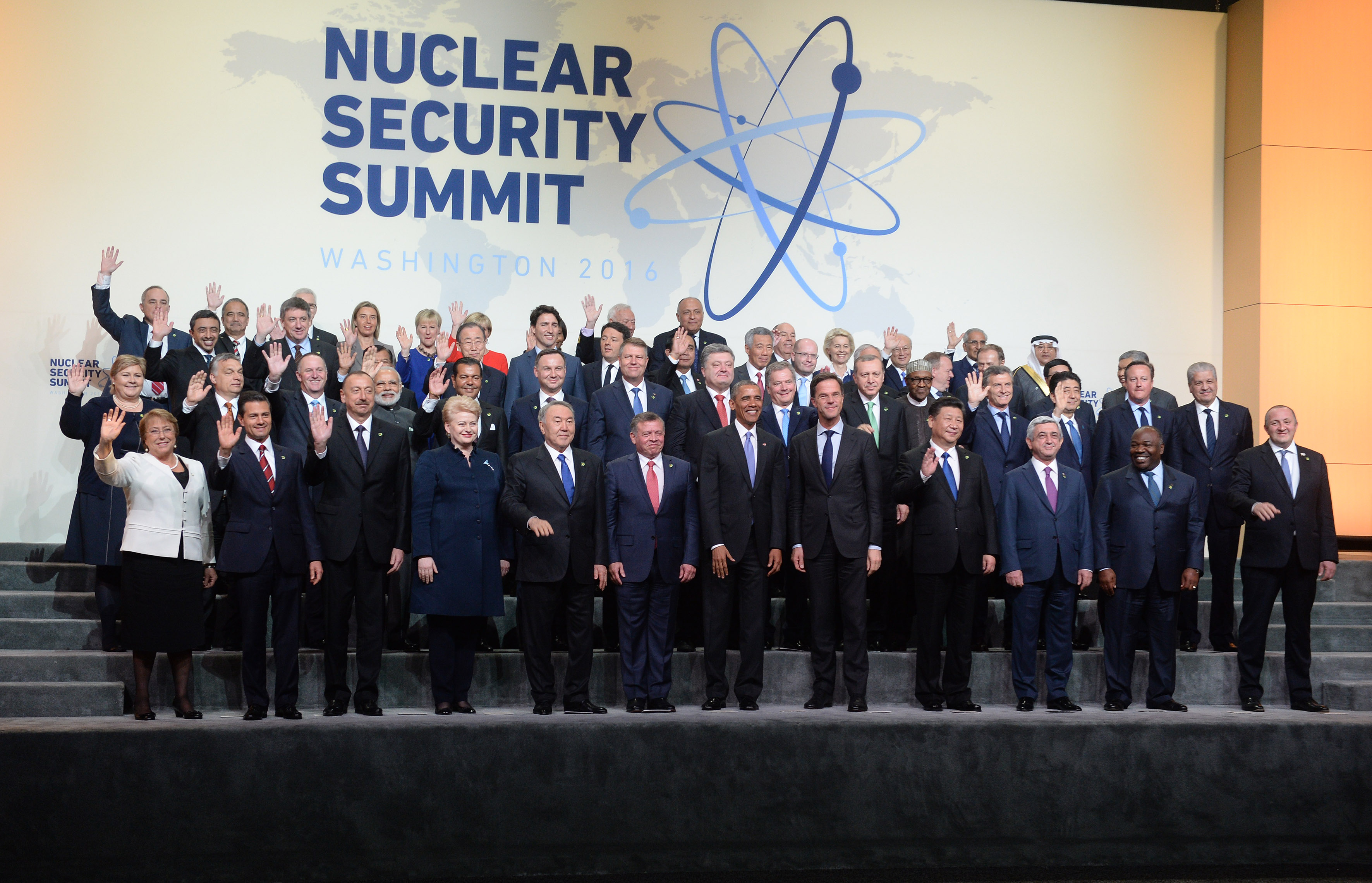
Der vierte Nukleare Sicherheitsgipfel 2016 erneut in den Vereinigten Staaten

Als Nuklearer Sicherheitsgipfel (englisch Nuclear Security Summit), auch Atomgipfel, werden internationale Konferenzen bezeichnet, die von 2010 bis 2016 alle zwei Jahre stattfanden. Ziel war es hierbei, die weltweite Weiterverbreitung nuklearen Sprengmaterials besser zu kontrollieren, um insbesondere der Gefahr von Nuklearterrorismus vorzubeugen. Das Hauptaugenmerk war dabei international vor allem auf die Bestände an waffenfähigem Plutonium gerichtet.
Die erste Konferenz fand 2010 in den USA mit 47 internationalen Regierungsvertretern statt und geht auf eine Rede von US-Präsident Barack Obama vom 5. April 2009 in Prag zurück. Im Jahr 2012 waren es 53 und 2014 waren es 58 Staaten, die daran teilnahmen. Neben den Regierungsvertretern sind auch führende Mitglieder von internationalen Organisationen wie der Europäischen Union, der Internationalen Atomenergie-Organisation und Interpol unter den Teilnehmern; diese haben allerdings nur Beobachterstatus.
| Datum                  | Land               | Ort              | Gastgeber     |
| ---------------------- | ------------------ | ---------------- | ------------- |
| 12.–13. April 2010     | Vereinigte Staaten | Washington, D.C. | Barack Obama  |
| 26.–27. März 2012      | Südkorea           | Seoul            | Lee Myung-bak |
| 24.–25. März 2014      | Niederlande        | Den Haag         | Mark Rutte    |
| 31. März–1. April 2016 | Vereinigte Staaten | Washington, D.C. | Barack Obama  |